# Dendropoma rastrum
Dendropoma rastrum är en snäckart som först beskrevs av Morch 1861.  Dendropoma rastrum ingår i släktet Dendropoma och familjen Vermetidae. Inga underarter finns listade i Catalogue of Life.